# Jbel Mischliffen
Der Jbel Mischliffen (oder Michlifene) ist ein 2036 m hoher erloschener Vulkankrater in der Provinz Ifrane im Mittleren-Atlas-Gebirge in Marokko. Ähnlich wie in Oukaïmeden, der wichtigsten Skistation des Hohen Atlas, lebt niemand dauerhaft hier.

## Lage
Der Jbel Mischliffen ist ca. 2036 m hoch und befindet sich etwa 21 Kilometer (Fahrtstrecke) südlich von Ifrane bzw. etwa 24 Kilometer südöstlich von Azrou. Die Entfernung zu den nördlich gelegenen Metropolen Fès und Meknès beträgt etwa 85 bis 90 km (Fahrtstrecke). Nur etwa 8 km südwestlich liegt der Jbel Hebri.

## Tourismus
Der Jbel Mischliffen ist Bestandteil des Nationalparks Ifrane. Für die Marokkaner ist die bewaldete Außenflanke des Berges hauptsächlich als im Sommer schattiges und im Winter zum Ski- und Schlittenfahren geeignetes Ausflugsgebiet von Bedeutung.